# Студёная (приток Мельгуновки)
Студёная (до 1972 года Бейчихе) — река в Пограничном районе Приморского края России. Исток находится на юго-западных отрогах хребта Синего, впадает в реку Мельгуновку.
Длина реки 83 км, площадь бассейна 762 км², общее падение реки 526 м. Ширина её до 20 — 25 м в нижнем её течении, глубина реки на плесах 0,3 — 0.5 м, на перекатах 0,1 — 0,3 м.
В верхнем течении примерно в 2 км от правого берега стоит село Богуславка.